# 황갈색쌀쥐
황갈색쌀쥐 또는 큰머리쌀쥐(Euryoryzomys russatus)는 비단털쥐과에 속하는 설치류의 일종이다. 맥코넬쌀쥐속에 포함되며, 2006년 쌀쥐속(Oryzomys)에서 분리되었다. 브라질 남부와 파라과이 동부, 아르헨티나 북동부 지역에서 발견된다.